# Raymond (New Hampshire)
Pour les articles homonymes, voir Raymond.
Raymond est une municipalité américaine située dans le comté de Rockingham au New Hampshire. Selon le recensement de 2010, sa population est de 10 138 habitants, dont 2 855 à Raymond CDP.

## Géographie
Raymond est située sur la Lamprey River et sur une partie du parc d'État de Pawtuckaway. Elle est a une vingtaine de kilomètres à l'est de Manchester.
La municipalité s'étend sur 29,56 milles carrés (76,56 km2), dont 0,80 milles carrés (2,07 km2) d'étendues d'eau.

## Histoire
La ville est fondée au début du XVIIIe siècle par des familles originaires d'Exeter. Appelée Freetown, elle fait alors partie de la paroisse de Chester. Raymond devient une municipalité en 1764.

## Démographie
La population de Raymond est estimée à 10 285 habitants au 1er juillet 2016.
Le revenu par habitant était en moyenne de 29 743 dollars par an entre 2012 et 2016, inférieur à la moyenne du New Hampshire (35 264 dollars) mais au-dessus de la moyenne nationale (29 829 dollars). Sur cette même période, 8,5 % des habitants de Raymond vivaient sous le seuil de pauvreté (contre 7,3 % dans l'État et 12,7 % à l'échelle des États-Unis).